# کلیسای جامع پالرمو
کلیسای جامع پالرمو یک کلیسای جامع کاتولیک واقع در پالرمو، ایتالیا است. ساخت و ساز این ساختمان سده ۱۸ام میلادی به پایان رسید. این بنا به سبک معماری گوتیک، معماری باروک و معماری نئوکلاسیک طراحی شده است.
از اشخاص معروفی که در این مکان دفن شده‌اند می‌توان به راجر دوم اشاره کرد.